# Вільхівська сільська рада (Горохівський район)
Вільхі́вська сільська́ ра́да — адміністративно-територіальна одиниця та орган місцевого самоврядування в Горохівському районі Волинської області. Адміністративний центр — село Вільхівка.

## Загальні відомості
Вільхівська сільська рада утворена в 1939 році.
- Територія ради: 20,62 км²
- Населення ради: 1214 осіб (станом на 2001 рік). Кількість дворів — 340.

## Населені пункти
Сільраді підпорядковані населені пункти:
- с. Вільхівка
- с. Діброва
- с. Софіївка
- с. Ярівка

## Населення
Згідно з переписом УРСР 1989 року чисельність наявного населення сільської ради становила 2183 особи, з яких 1002 чоловіки та 1181 жінка.
За переписом населення України 2001 року в сільській раді мешкали 1203 особи.

### Мова
Розподіл населення за рідною мовою за даними перепису 2001 року:
| Мова       | Відсоток |
| ---------- | -------- |
| українська | 99,26 %  |
| російська  | 0,74 %   |

## Господарська діяльність
В Вільхівській сільській раді працює 1 школа: середня, бібліотека, будинок культури, 1 дитячий садок, 3 медичні заклади, 1 відділення зв'язку, 3 АТС на 99 номерів, 7 торговельних закладів, млин і швейна майстерня.
На території сільської ради розташовані Свято-Хресто-Воздвиженська церква (Вільхівка, 1782 рік).
По території сільської ради проходить Н17, залізничний шлях лінії Ківерці — Підзамче (Рівненська дирекція залізничних перевезень Львівської залізниці), розташований залізничний зупинний пункт Венгерівка.

## Склад ради
Рада складається з 12 депутатів та голови.
- Голова ради: Ковалюк Роман Андрійович
- Секретар ради: Процюк Євгенія Тимофіївна

### Керівний склад попередніх скликань
| Прізвище, ім'я, по батькові | Основні відомості                                                                                  | Дата обрання | Дата звільнення |
| --------------------------- | -------------------------------------------------------------------------------------------------- | ------------ | --------------- |
| Ковалюк Роман Андрійович    | Сільський голова, 1961 року народження, освіта вища, безпартійний                                  | 26.03.2006   | 31.10.2010      |
| Ковалюк Роман Андрійович    | Сільський голова, 1961 року народження, освіта вища, член Всеукраїнського об'єднання «Батьківщина» | 31.10.2010   | 25.10.2015      |
| Ковалюк Роман Андрійович    | Сільський голова, 1961 року народження, освіта вища, член Аграрної партії України                  | 25.10.2015   |                 |

Примітка: таблиця складена за даними сайту Верховної Ради України та ЦВК

### Депутати VII скликання
За результатами місцевих виборів 2015 року депутатами ради стали:

#### За суб'єктами висування
| Суб'єкт висування      | Кількість обраних депутатів | %     |
| ---------------------- | --------------------------- | ----- |
| Самовисування          | 11                          | 91.67 |
| Аграрна партія України | 1                           | 8.33  |

#### За округами
| № округу | Прізвище, ім'я, по батькові     | Ким висунуто           | Дата нар.  | Освіта              | Партійна приналежність                                        | Відомості                                 |
| -------- | ------------------------------- | ---------------------- | ---------- | ------------------- | ------------------------------------------------------------- | ----------------------------------------- |
| 1        | Штунь Галина Миколаївна         | Самовисування          | 23.02.1971 | професійно-технічна | безпартійна                                                   | ПОСП «Україна», швея                      |
| 2        | Войтович Валерій Леонідович     | Самовисування          | 22.06.1989 | професійно-технічна | безпартійний                                                  | ПОСП «Україна», водій                     |
| 3        | Войтович Руслана Валеріївна     | Самовисування          | 11.02.1987 | професійно-технічна | безпартійна                                                   | Не працює                                 |
| 4        | Процюк Сергій Анатолійович      | Аграрна партія України | 18.10.1981 | професійно-технічна | безпартійний                                                  | ПАТ «Волиньгаз», слюсар                   |
| 5        | Казанцева Катерина Миколаївна   | Самовисування          | 25.03.1989 | вища                | безпартійна                                                   | Не працює                                 |
| 6        | Собуцька Людмила Василівна      | Самовисування          | 02.02.1980 | професійно-технічна | безпартійна                                                   | Вільхівська ЗОШ І-ІІІ ст., вчитель        |
| 7        | Селедець Мирослава Василівна    | Самовисування          | 12.02.1971 | вища                | безпартійна                                                   | Вільхівська ЗОШ І-ІІІ ст., завуч          |
| 8        | Ковалюк Ігор Васильович         | Самовисування          | 05.04.1968 | професійно-технічна | безпартійний                                                  | Вільхівська сільська рада, секретар       |
| 9        | Джигалюк Оксана Володимирівна   | Самовисування          | 04.08.1982 | професійно-технічна | безпартійна                                                   | Не працює                                 |
| 10       | Грай Наталія Леонідівна         | Самовисування          | 23.06.1974 | професійно-технічна | безпартійна                                                   | ПОСП «Україна», оператор машинного доїння |
| 11       | Копіль Марія Миколаївна         | Самовисування          | 08.07.1977 | вища                | член політичної партії Всеукраїнське об'єднання «Батьківщина» | ПОСП «Україна», зоотехнік                 |
| 12       | Кривенька Валентина Ярославівна | Самовисування          | 27.05.1972 | вища                | член політичної партії Всеукраїнське об'єднання «Батьківщина» | Вільхівська ЗОШ І-ІІІ ст., вчитель        |